# Celedonio Gutiérrez
Celedonio Gutiérrez (Río Chico, Intendencia de Salta del Tucumán, Virreinato del Río de la Plata, 3 de marzo de 1804 - Alderetes, provincia de Tucumán, Argentina, 12 de agosto de 1880) fue un caudillo federal argentino, gobernador de Tucumán en la década de 1840.

## Datos familiares
Fue miembro de una de las más importantes familias tucumanas de la época colonial, fue tataranieto de Ygnacio de Çelayarán y Ugarte, por lo tanto, era integrante de una familia de añejo arraigo en la provincia.
Hijo de Teresa Gramajo Escobedo y de Juan Felipe Gutiérrez Zelarayán, nació en la estancia familiar de San Ignacio de Acapianta, en el curato de Río Chico, jurisdicción de San Miguel de Tucumán el 3 de marzo de 1804. Contrajo matrimonio con Fortunata Juárez Arias, siendo su hija Zoyla Gutiérrez Juárez, esposa del Dr. Exequiel Colombres.
Era tío del cura Ladislao Gutiérrez, fusilado en 1848 en Buenos Aires junto a su amante, Camila O'Gorman.

## Trayectoria militar
Se enroló muy joven en el Ejército del Norte y más tarde luchó contra los realistas a órdenes de Martín Miguel de Güemes. El caudillo tucumano Bernabé Aráoz lo nombró comandante del departamento de Río Chico en 1823. Siguió en su cargo bajo los gobiernos del unitario Javier López y del federal Alejandro Heredia.
Al estallar la guerra entre la Coalición del Norte y los aliados del caudillo porteño Juan Manuel de Rosas en 1840, formó parte de la campaña del general Lamadrid contra el caudillo santiagueño Ibarra. Pero apenas comenzada la campaña, en julio, se pasó a las fuerzas de este en Albigasta, cerca de la actual ciudad de Frías, con toda la división a su mando. El coronel Juan Crisóstomo Álvarez lo persiguió y le causó una pequeña derrota, pero Gutiérrez siguió en las fuerzas de Ibarra. Se convirtió en un referente de los federales tucumanos que luchaban contra los liberales de su provincia y de las vecinas, mientras Lamadrid confiscaba sus bienes.
Después de la derrota de Juan Lavalle en la batalla de Quebracho Herrado, hostilizó la retirada de Lavalle y Lamadrid hacia Tucumán. Apoyó al coronel federal Mariano Maza en la primera captura de la ciudad de Catamarca y luchó en la definitiva victoria federal en Famaillá, como jefe del ala derecha de caballería, y poco después era derrotado el resto de los unitarios en Mendoza, Catamarca y Jujuy.

## En el gobierno
El 14 de noviembre de 1841 fue elegido gobernador de Tucumán y ascendido al grado de general. Su aspecto era arrogante y apuesto, y lucía un mechón de pelo negro, que le valió el apodo de Peludo. Era un hombre bastante inculto, autoritario y poco progresista, pero astuto y de gran sentido práctico, y que sabía juzgar a los hombres; y por eso mismo era de carácter pacífico. Historiadores tucumanos consideran que el suyo fue un gobierno de prosperidad y tolerancia. Llevaba como ministro a Adeodato de Gondra, el mismo que había sido ministro de Ibarra.
Persiguió durante varios meses a los unitarios con confiscaciones y ejecuciones, con lo que logró que Manuel Oribe y el ejército federal se retiraran en febrero de 1842. Después dejó en claro su carácter, suspendiendo las persecuciones y tratando de tener buenas relaciones con los unitarios y liberales, a muchos de los cuales permitió regresar. Eso sí, se mantuvo en muy buenos términos con Rosas, por medio de la repetición de los rituales federales de los “vivas” a la Federación y los “mueras” a los unitarios, y con los símbolos de color rojo.
A mediados de 1842, la provincia fue invadida por el caudillo riojano Ángel Vicente Peñaloza, aliado de los liberales, que derrotó a Gutiérrez. Pero unos días después, el general Nazario Benavídez lo derrotó con ayuda de Gutiérrez.
Gobernó con "facultades extraordinarias", pero mantuvo la legislatura y no tuvo serios problemas con la oposición, a la que no permitió organizarse. Fundó una escuela de primeras letras (estas habían desaparecido con sus maestros unitarios), apoyó la industria azucarera, terminó el edificio del Cabildo y comenzó la construcción de la catedral. Gobernó durante una década en paz y con gran crecimiento económico. Hizo un censo que determinó que Tucumán tenía 47 000 habitantes, y realizó otro de producción agrícola.

## Vuelve la guerra civil
En 1851, el panorama político cambió para Gutiérrez. Primero, con la muerte del gobernador santiagueño Ibarra, sucedido por Manuel Taboada, un caudillo unitario. Y luego con el pronunciamiento de Urquiza, que comenzó la campaña contra Rosas.
A fines de enero de 1852, el coronel Juan Crisóstomo Álvarez invadió la provincia desde Bolivia, rechazando la paz ofrecida por Gutiérrez. Este lo derrotó y lo hizo fusilar a mediados de febrero. Pocos días después, llegaba la noticia de la batalla de Caseros.
Invitado por Urquiza, firmó con los otros gobernadores el Acuerdo de San Nicolás, por el que se llamaba a la Convención que daría la Constitución del 53, y dejaba el mando general de la Nación en Urquiza. En su ausencia, la Legislatura tucumana fue dominada por los unitarios dirigidos por Salustiano Zavalía, que derrocó a Gutiérrez el 14 de junio, reemplazándolo por un casi desconocido coronel Espinosa.
Se le prohibió la entrada a Gutiérrez en su provincia, pero este regresó en agosto, deponiendo a Espinosa y reasumiendo el gobierno el 16 de enero de 1853. Con apoyo de Taboada, Espinosa invadió la provincia, pero fue vencido y muerto. Eso no desanimó a los Taboada, que atacaban la provincia con pequeñas partidas desde Santiago del Estero. Cansado de esos ataques, atacó y derrotó a Taboada en Río Hondo, e inmediatamente ocupó la ciudad de Santiago. Pero el santiagueño lo esquivó y ocupó la ciudad de Tucumán, nombrando gobernador a un curioso sacerdote montonero, José María del Campo. Gutiérrez volvió a su provincia, fue derrotado en Tacanitas por Taboada y ocupó la capital provincial; pero la derrota minó su prestigio y el sur de la provincia siguió en manos del cura Campo.
Gutiérrez apeló a la mediación de Urquiza, pero este había delegado la presidencia en Salvador María del Carril y Mariano Fragueiro, dos unitarios. Estos enviaron una misión de tres conocidos unitarios que fraguaron las cosas a su gusto y acusaron a Gutiérrez de haber querido atentar contra ellos, lo cual no era cierto, pero sirvió a Campo para atacar a Gutiérrez el día de Navidad y derrotarlo en Lules.
Gutiérrez huyó a Bolivia, instalándose en Tupiza. Allí escribió una especie de autobiografía incompleta, a la que llamó Mi Vindicación.
De allí pasó a Paraná, capital de la Confederación Argentina, a principios de 1854; el presidente Urquiza se aseguró que no fuera molestado judicialmente y lo ascendió al grado de general de la Confederación. Luego lo nombró su administrador en una estancia que tenía sobre el río Mocoretá. A fines de 1857 se dirigió nuevamente a Tucumán, pero prefirió permanecer un tiempo en la provincia de Catamarca, bajo la protección del general Octaviano Navarro, y luego pasar por los Valles Calchaquíes —para no perturbar la paz en Tucumán— a Salta, donde residió casi cuatro años.

## Último regreso

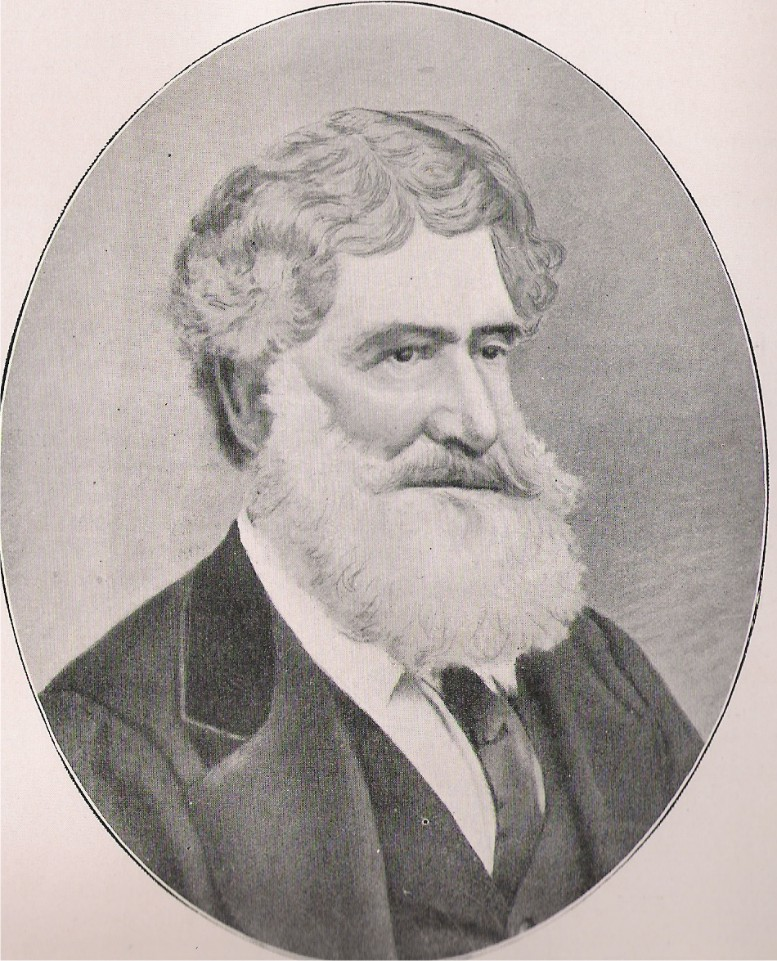
Gutiérrez en su vejez.

En 1861 se unió al catamarqueño Octaviano Navarro para invadir Tucumán y Santiago del Estero, para reponer a dos gobernadores federales derrotados. Tras la victoria del Manantial, colocaron en el gobierno al federal Juan Manuel Terán, pero dos meses después fueron nuevamente derrotados por Campo. Ya había llegado la noticia de la batalla de Pavón y su consecuencia, la disolución del gobierno nacional.
Tras dos meses de refugio en Catamarca, regresó a su provincia en febrero de 1862, esta vez acompañado del Chacho Peñaloza, y fue nuevamente derrotado en Río Colorado.
Permaneció escondido mucho tiempo en Catamarca, hasta que fue descubierto y arrestado en octubre de 1863, por conspiración. Escapó y volvió al gobierno por última vez, en mayo de 1864, por medio de una revolución. Logró controlar la capital por una semana, pero finalmente debió huir a Bolivia.
Su última aparición pública fue en 1867, cuando el general Juan Saá le invitó a unirse a la Revolución de los Colorados, pero ya no pudo intentarlo. Regresó a Tucumán a mediados de la década de 1870, donde murió en 1880 en el pueblo de Alderetes, al este de la ciudad de Tucumán.